# Wuvulu

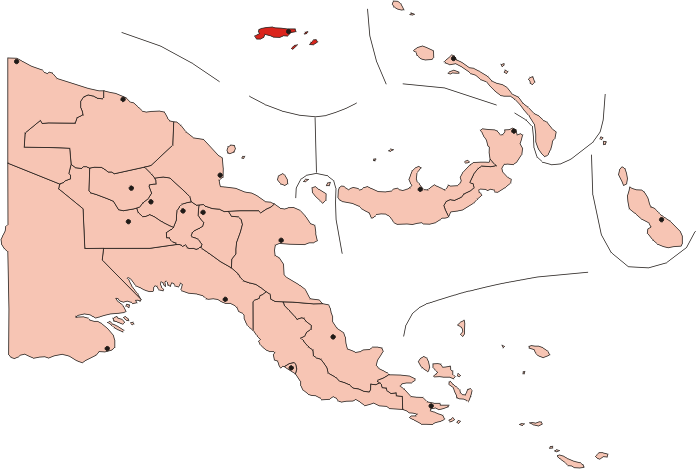
lägeskarta

Wuvulu (tidigare Tiger Island, Mary Island, Matty, Maty Island, Tiger-Inseln, Wuwulu) är en ö i Bismarckarkipelagen som tillhör Papua Nya Guinea i västra Stilla havet.

## Geografi
Wuvulu utgör en del av Manusprovinsen och ligger cirka 900 km nordväst om Port Moresby och ca 420 km väster om huvudön Manus som den västligaste ön bland de Västra Öarna i Bismarckarkipelagen. Dess geografiska koordinater är 1°43′ S och 142°50′ Ö.
Ön är en korallö och har en area om ca 13,2 km² med en längd på ca 7 km och ca 4 km bred. Den högsta höjden är på endast cirka 10 m.ö.h. Wuvulu omges av ett stort korallrev.
Befolkningen uppgår till cirka 1 000 invånare fördelad på de 2 byarna Auna ("soluppgång") och  Onne ("solnedgång").
Wuvulu har en liten flygplats (flygplatskod "WUV") för lokalt flyg.

## Historia
Ön har troligen bebotts av melanesier sedan cirka 1500 f.Kr. Den upptäcktes tillsammans med Aua den 19 augusti 1545 av dem spanske kaptenen Yñigo Ortiz de Retez på fartyget "San Juan" kort efter upptäckten av "Nueva Guinea" (Nya Guinea). Han namngav då Wuvulu och Aua "Islas de Hombres blancos" utifrån befolkningens ljusa hudfärg.
Den brittiske kaptenen Philip Carteret återupptäckte öarna i september 1767.
1870 benämner den brittiske kaptenen Abraham Bristow på fartyget "Sir Andrews Hammond" Wuvulu "Tiger Island" utifrån befolkningens vilda uppträdande.
Området hamnade 1885 under tysk överhöghet och införlivades 1899 i området Tyska Nya Guinea och förvaltades av handelsbolaget Neuguinea-Compagnie.
Under första världskriget erövrades området 1914 av Australien som senare även fick officiellt förvaltningsmandat för hela Bismarckarkipelagen av Förenta Nationerna.
1942 till 1944 ockuperades ön av Japan men återgick 1949 till australiskt förvaltningsmandat tills Papua Nya Guinea blev självständigt 1975.